# 楊嶷
楊嶷（6世纪—607年），中国隋朝宗室，隋文帝杨坚之孙，隋太子杨勇的儿子，襄城王楊恪的同母兄。
楊嶷的母亲是高良娣，开皇十六年（596年）正月丁亥，隋文帝以皇孙杨嶷为安平王，安平郡治端氏县（今山西省晋城市沁水县东）。开皇二十年（600年）隋文帝废黜杨勇及其子女，立杨广为太子。仁寿四年（604年），隋文帝崩，杨广即位为隋炀帝，杀死杨勇。宇文述对云定兴说，你得不到官做的原因，是因为长宁王杨俨兄弟都还没有死。云定兴说：“这些无用的东西，何不劝皇上杀掉他们？”大业三年（607年）宇文述奏报炀帝：“房陵王杨勇诸子成年，现在陛下征讨四夷，若让他们从驾出征，很难掌管，若把他们留在一处，又恐不可。请早些处理。”炀帝派人毒死了长宁王杨俨，将楊嶷等楊勇封王的七子分别流放到岭南，派人在路上把他们全部处死。